# Mahamedchabib Kadzimahamedaŭ
Mahamedchabib Zajnudzinavitj Kadzimahamedaŭ (belarusiska: Магамедхабіб Зайнудзінавіч Кадзімагамедаў), född 26 maj 1994, är en rysk-belarusisk brottare som tävlar i fristil.

## Karriär
Vid EM 2025 i Bratislava tog Kadzimahamedaŭ silver i 86 kg-klassen efter en finalförlust mot bulgariske Magomed Ramazanov.